# Ezgi Asaroğlu
Ezgi Asaroğlu (İzmir, 1987. június Június 18. –) török színésznő.

## Pályafutása
Az Isztambuli Egyetemen Antropológiát tanult, 2004-ben 17 évesen debütált a Bir Dilim Aşk című sorozatban.  A következő években különböző sorozatokban, rövidfilmekben folytatta pályafutását. A rövidfilmeket és reklámprojekteket folytatva a színésznő első moziélményét a For a Moment Freedom című 2008-as osztrák-francia koprodukciós díjnyertes film adta, amelyet 2007-ben kezdtek forgatni. A 30 nemzetközi díjat nyert filmben alakított karakterével külföldön is sikereket aratott, és számos filmkritikus és író figyelmét felkeltette. Ezt követően főszerepeket is vállalt. 2009-ben a Kampüste Çıplak Ayaklar című filmben szerepelt. Előadása pozitív kritikai elismerést kapott, és további sikeres filmek következtek, köztük az Acı Aşk, En Mutlu Olduğum Yer, Cennetten Kovulmak (amely a Dublini Selyemút Filmfesztiválon elnyerte a "legjobb színésznő díjat"), Aşk Kırmızı, illetve a Sağ Salim 2: Sil Baştan. 2014-től szerepelt a Sorsok útvesztője (O Hayat Benim) című drámasorozatban ahol Bahar karakterét alakította a négy évadot megélt sorozatban. A csodadoktor (Mucize Doktor) című sorozatban Ezo Kozoğlu karakterét játszotta. 

## Filmográfia

### Filmek
| Év   | Sorozat címe (Eredeti címe) | Szerep     | Magyar hang |
| ---- | --------------------------- | ---------- | ----------- |
| 2005 | (Ne Gezer Aşk Dağlarda)     | Ayşe       |             |
| 2008 | (For a Moment Freedom)      | Jasmin     |             |
| 2009 | (Kampüste Çıplak Ayaklar)   | Deniz      |             |
| 2009 | (Acı Aşk)                   | Seda Uygun |             |
| 2010 | (En Mutlu Olduğum Yer)      | Elif       |             |
| 2012 | (Cennetten Kovulmak)        | Emine      |             |
| 2013 | (Aşk Kırmızı)               | Zeynep     |             |
| 2014 | (Sağ Salim 2: Sil Baştan)   | Nihal      |             |

### Sorozatok
| Év        | Sorozat címe (Eredeti címe)      | Szerep  | Magyar hang  |
| --------- | -------------------------------- | ------- | ------------ |
| 2004-2005 | (Bir Dilim Aşk)                  | Pelin   |              |
| 2006      | (Kızlar Yurdu)                   | Gülenay |              |
| 2006-2009 | Seherezádé(1001 gece)            | Duru    |              |
| 2007      | (Menekşe ile Halil)              | Canay   |              |
| 2008      | (Hatırla Sevgili)                | Rüya    |              |
| 2008-2009 | (Gece Sesleri)                   | Zehra   |              |
| 2009      | (Binbir Gece)                    | Duru    |              |
| 2011      | (Leyla ile Mecnun)               | Leyla   |              |
| 2013      | (Yağmurdan Kaçarken)             | İdil    |              |
| 2014-2017 | Sorsok útvesztője(O Hayat Benim) | Bahar   | Győrfi Laura |
| 2020-2021 | A csodadoktor(Mucize Doktor)     | Ezo     | Gáspár Kata  |

## Fordítás
- Ez a szócikk részben vagy egészben  az   Ezgi Asaroğlu című angol Wikipédia-szócikk fordításán alapul.  Az eredeti cikk szerkesztőit annak laptörténete sorolja fel. Ez a jelzés csupán a megfogalmazás eredetét és a szerzői jogokat jelzi, nem szolgál a cikkben szereplő információk forrásmegjelöléseként.